# Johannes von Töckheim
Johannes von Töckheim († 1376 in Straßburg) war als Johann III. Bischof von Gurk.

## Leben
Über die Herkunft Johannes’ von Töckheim ist nichts bekannt, er dürfte Ungar oder Deutscher gewesen sein. Er war zuerst Hofkaplan des ungarischen Königs Ludwig des Großen (1342–1382), zugleich auch Propst von St. Adalbert in Raab. Als Ludwig den Venezianern das unter seinem Vater Karl I. verloren gegangene Dalmatien wieder entrissen hatte, kam auch das ehemalige Bistum Knin wieder an Ungarn.
Im Jahr 1358 wurde Töckheim Bischof von Knin. Zugleich galt Töckheim jedoch auch als Vertrauensmann und Ratgeber des österreichischen Herzogs. Aufgrund seiner löblichen Regierung Knins wurde er am 6. März 1364 durch Papst Urban V. zum Bischof von Gurk ernannt. Töckheim befand sich zu dieser Zeit gerade in Avignon, wo er im Auftrag von Herzog Rudolf IV. des Stifters und König Ludwigs II. von Ungarn weilte, um die Beförderung seines Vorgängers Johannes II. von Platzheim-Lenzburg auf den Bischofsstuhl von Passau zu erwirken.
In einer Urkunde aus dem Jahr 1364 wird Töckheim vorgeworfen, dass er Schmähreden gegen Kaiser Karl IV. hielt, er musste darum mit einem Empfehlungsschreiben von Herzog Rudolf an den päpstlichen Hof reisen, um sich zu rechtfertigen. Das Verhältnis zwischen Kaiser Karl und dessen Schwiegersohn Rudolf war nicht das allerbeste und Töckheim war tatsächlich ein Parteigänger Herzog Rudolfs.
Am 12. März 1365 unterzeichnete Bischof Töckheim den Stiftsbrief der Wiener Universität. Auch bei der vier Tage später stattfindenden Erhebung der Pfarrkirche St. Stephan zu Wien zur Kollegiatkirche war Töckheim anwesend. Am 25. Juli 1373 war er Zeuge beim Teilungsvertrag zwischen den beiden Herzögen Albrecht III. und Leopold III. In kirchlicher Hinsicht erwies er sich als großer Wohltäter der Kollegiatkirche in Straßburg.
In der letzten Zeit seiner Regentschaft dürfte von Töckheim von Krankheit geplagt gewesen sein, da er sich in Wien bei Ärzten aufhielt. Im Jahr 1376 verstarb er in seiner Residenz in Straßburg und wurde dort im romanischen Vorgängerbau der Kollegiatkirche beigesetzt. Seine Grabstätte ist nicht mehr erhalten.